# 趙恂如
趙恂如（？—？），字侯圣，號守真，广东广州府番禺縣民籍，順德縣人。明朝政治人物。

## 生平
弱冠补郡文学，万历四十六年（1618年）戊午科广东乡试举人，四十七年（1619年）己未科進士，吏部觀政，天啓元年（1621年）初授中书舍人，同考順天府鄉試，称得人。多次出使于闽楚呉越间，崇祯皇帝嘉奖其劳，擢吏部稽勋司主事，敭歴验封司、考功司、文选司四司，以养病请假，崇祯元年丁憂。崇祯四年起四川按察司佥事，不久致仕辞官，年七十而卒。生平孝友俭朴，有古君子风，祀郡邑乡贤。

## 家族
曾祖趙善諫。祖父趙存。父趙偉。